# Saint-Martin-aux-Arbres

Saint-Martin-aux-Arbres este o comună în departamentul Seine-Maritime, Franța. În 1 ianuarie 2022 avea o populație de 305 de locuitori.